# Granada imitans
Granada imitans är en insektsart som först beskrevs av Brunner von Wattenwyl 1882.  Granada imitans ingår i släktet Granada och familjen gräshoppor. Inga underarter finns listade i Catalogue of Life.